# Stockholms Tennishall

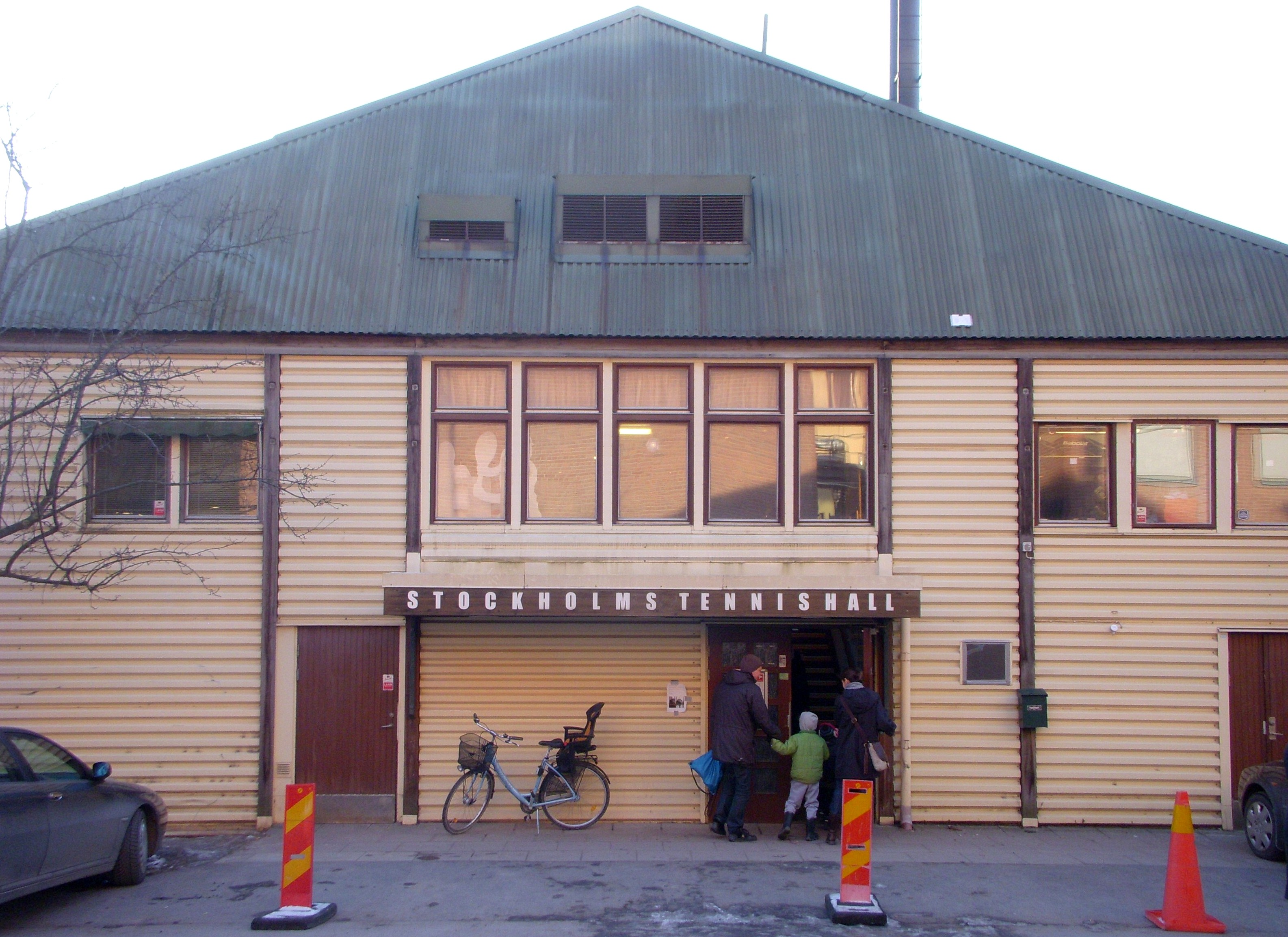
Stockholms Tennishall, entré 2012.

Stockholms Tennishall är en idrottsanläggning för tennis vid Elersvägen 37 i stadsdelen Kristineberg på nordvästra Kungsholmen i Stockholm. Anläggningen invigdes 1976 och är uppkallad efter tennisspelaren Janne Lundqvist, som drev hallen mellan 1976 och 2004 under parollen "tennis för alla".

## Beskrivning
Norr om Kristinebergs IP ligger Stockholms Tennishall. Hallen tillkom på initiativ av den svenska tennislegenden Janne Lundqvist, och levererades 1976 av AB Svensk Träbyggnadsteknik. Anläggningen består av sju hardcourtbanor med tillhörande omklädningsrum. I anslutning finns bland annat minigym, bastu, café och shop. Hallen är öppen för tennisskolor och privattränare. Verksamheten bedrivs sedan 2004 av Stockholms Tennisklubb.